# Shawn Harrison
Shawn Harrison (* 28. Dezember 1973 in Los Angeles, Kalifornien) ist ein US-amerikanischer Filmschauspieler, der durch seine Rolle als Waldo Geraldo Faldo in der Fernsehserie Alle unter einem Dach einem großen Publikum bekannt wurde.

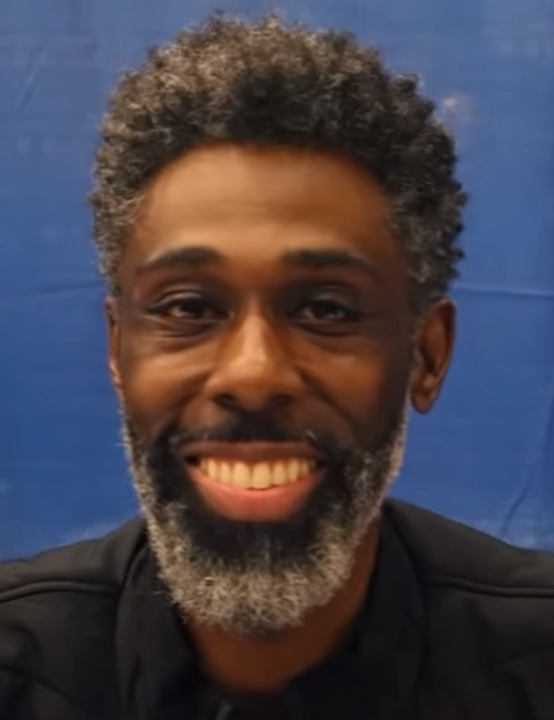
Shawn Harrison (2019)

## Karriere
Harrisons Schauspielkarriere begann 1985, als er eine unbedeutende Rolle in der US-amerikanischen Fernsehserie Polizeirevier Hill Street erhielt. Zwei Jahre später wirkte er in zwei Fernsehfilmen mit, bevor ihm 1990 sein Durchbruch als Waldo Geraldo Faldo, den wenig intelligenten Freund von Eddie Winslow (verkörpert durch Darius McCrary), gelang. Diese Rolle spielte er in 106 Episoden und endete 1996. Es folgten Gastauftritte in verschiedenen Fernsehserien. Weiterhin spielte er eine wiederkehrende Rolle in der Sitcom Girlfriends.
In der Comicserie Legion of Super-Heroes, basierend auf den gleichnamigen Comics, die im US-amerikanischen Verlag DC Comics herausgegeben werden, synchronisiert er von 2006 bis 2008 die Rolle des Timber Wolf.

## Auszeichnungen
- 1993: Young-Artist-Award-Nominierung in der Kategorie Best Young Actor Co-starring in a Television Series für seine Rolle in Alle unter einem Dach